# Karol Jan Henneberg
Karol Jan Henneberg (* 1834 in Warschau; † 1906 ebenda) war ein polnischer Unternehmer.

## Leben
Karol Jan Henneberg wurde als Sohn des deutschstämmigen Unternehmers Karol August Henneberg geboren. Er gründete die Molkerei K. Henneberg, die schnell zur größten Molkerei Polens aufstieg. Henneberg gilt als Pionier der industriellen Milchpulverproduktion für Säuglinge, der sogenannten Hennebergs Albuminose. Er führte auch die Direktlieferung zu den Kunden nach Hause im gesamten Warschauer Stadtgebiet ein. Außerdem eröffnete er ein Netz von Milchtrinkhallen, die sogenannten Hennebergschen Milchläden in Warschau und weiteren Städten Polens.